# Юзес, Шарль де Крюссоль
Шарль де Крюссоль (фр. Charles de Crussol; ум. 11 марта 1546), виконт д'Юзес — французский придворный и государственный деятель.

## Биография
Второй сын Жака, сеньора де Крюссоля, и виконтессы Симоны д'Юзес. Стал наследником семейных владений после смерти бездетного старшего брата.
Сир де Крюссоль, Бодине, Леви и Флорансак, рыцарь, советник и камергер короля, великий хлебодар Франции, сенешаль Бокера и Нима после отставки своего отца. Капитан ордонансовой роты из пятидесяти тяжеловооружённых всадников в войсках дофина в 1543 году.
Жалованной грамотой, данной в Фонтенбло 19 декабря 1544, назначен королевским наместником в Лангедоке.
Определён в качестве универсального наследника семейных владений в соответствии с завещанием отца, составленным 8 июля 1523; вступив во владение, принёс 4 июня 1528 оммаж королю, через посредство канцлера Франции, за своё виконтство Юзес и земли Крюссоль, Леви и Флорансак, подтвердив его 3 августа 1540 и 27 сентября 1541.
Составил первое завещание в Лионе 31 марта 1535, второе — 17 февраля 1546. Носил четырёхчастный герб: в 1-й и 4-й частях — герб Крюссолей, во 2-й и 3-й — Леви, и поверх всего — герб Юзесов: в червлёном поле три правые золотые перевязи.

## Семья
Жена (контракт 29.07.1523, Шарм): Жанна де Женуйяк (1512—1567), дама д'Асье, дочь великого магистра артиллерии Гальо де Женуйяка и Франсуазы де Лакёй. В 1544 году, после смерти брата, унаследовала семейные владения. Вторым браком вышла за рейнграфа Иоганна Филиппа I фон Зальма
Дети:
- Антуан де Крюссоль (ум. 1573), герцог д'Юзес. Жена (1556): Луиза де Клермон, графиня де Тоннер, дочь Бернардена де Клермона, сеньора де Таллара, и Анны де Юссон
- Жан де Крюссоль (ум. 1562), сеньор де Леви, Буа-де-Марешо и Кот-де-Сент-Андре в Дофине, согласно завещанию отца от 27.09.1546. Конюший на королевской конюшне. Был холост
- Жак II де Крюссоль (ум. 1586), герцог д'Юзес. Жена (1568): Франсуаза де Клермон, дочь Антуана де Клермона, виконта де Таллара, и Франсуазы де Пуатье
- Луи де Крюссоль. Получил по завещанию 10 000 ливров. Был холост.
- Шарль де Крюссоль (ум. 1562). Также получил по завещанию 10 000 ливров. Аббат Фёйяна с 1550, убит при осаде Оранжа
- Гальо де Крюссоль (ум. 1572), сеньор де Бодине и Кот-де-Сент-Андре, по транзакции, проведённой братом 30.06.1566. Обменял их 6.04.1571 на сеньории Лалё и Ле-Пломб в Они. Также получил по завещанию 10 000 ливров. Убит в Париже во время резни Святого Варфоломея. Жена: Франсуаза де Варти, дочь Жоашена де Варти и Мадлен де Сюз. Вторым браком вышла за Жана-Франсуа Фодоа де Серийяка, сеньора де Белена, губернатора Парижа
- Маргарита де Крюссоль (ум. после 1550), получила по завещанию 15 000 ливров, ум. незамужней
- Мари де Крюссоль, родилась посмертной, получила по завещанию 10 000 ливров. Муж 1) (контракт 23.09.1564): Франсуа де Кардайяк, сеньор де Пер; 2): Гюйон де Комбре, сеньор де Брокьер. В 1592 заключила сделку со своим братом, герцогом д'Юзесом